# 3592 Nedbal
3592 Nedbal је астероид главног астероидног појаса чија средња удаљеност од Сунца износи 2,344 астрономских јединица (АЈ).
Апсолутна магнитуда астероида је 13,7.